# اکوویل، مانش
اکوویل، مانچ (به فرانسوی: Acqueville, Manche) یک کمون در فرانسه است که در Canton of Beaumont-Hague واقع شده‌است.

## خصوصیات
اکوویل ۵٫۷۹ کیلومترمربع مساحت و ۶۴۴ نفر جمعیت دارد و ۱۵۰ متر بالاتر از سطح دریا واقع شده‌است.